# First Take
First Take – koncertowy jazzowy album muzyczny nagrany w 2003 przez amerykańskiego saksofonistę Archie Sheppa i francuskiego pianistę (niemieckiego pochodzenia), Siegfrieda Kesslera.

## O albumie
Płyta zawiera nagrania zarejestrowane 30 i 31 maja 2003, podczas dwóch koncertów Kesslera i Sheppa w „Le Jam” – klubie prowadzonym przez Jeana Peiffera w Montpellier, we Francji. Pomysłodawcą był właśnie Peiffer, który zaproponował grającemu w klubie Kesslerowi, aby na jeden z wieczorów zaprosił do towarzystwa dowolnego - wybranego przez siebie - muzyka. Kessler zdecydował, że będzie to przyjaciel z wielu europejskich tras koncertowych odbytych jeszcze w latach 70. – Archie Shepp. Płyta ta (CD) była pierwszym wydawnictwem nowej wytwórni założonej przez Sheppa, a nazwanej Archie Ball.

## Muzycy
- Archie Shepp – saksofon, śpiew
- Siegfried Kessler – fortepian

## Lista utworów
| 1. | "Le matin des noire" (Archie Shepp)                                    | 23:23   |
|    |                                                                        |         |
| 2. | "Lush Life" (Billy Strayhorn)                                          | 10:44   |
|    |                                                                        |         |
| 3. | "Don't Get Around Much Anymore" (muz. Duke Ellington, sł. Bob Russell) | 6:34    |
|    |                                                                        |         |
| 4. | "Steam" (Archie Shepp)                                                 | 12:12   |
|    |                                                                        |         |
| 5. | "Misterioso/California Blues" (Thelonious Monk, Archie Shepp)          | 10:35   |
|    |                                                                        |         |
| 6. | "U-Jaama" (Archie Shepp)                                               | 8:36    |
|    |                                                                        |         |
|    |                                                                        | 1:12:04 |
|    |                                                                        |         |